# Kanton Renwez
Renwez is een voormalig kanton van het Franse departement Ardennes. Het kanton maakte deel uit van het arrondissement Charleville-Mézières. Het werd opgeheven bij decreet van 21 februari 2014 met uitwerking in maart 2015.

## Gemeenten
Het kanton Renwez omvatte de volgende gemeenten:
- Arreux
- Cliron
- Ham-les-Moines
- Harcy
- Haudrecy
- Lonny
- Les Mazures
- Montcornet
- Murtin-et-Bogny
- Remilly-les-Pothées
- Renwez (hoofdplaats)
- Saint-Marcel
- Sécheval
- Sormonne
- Tournes